# イワオヌプリ
イワオヌプリは、北海道虻田郡倶知安町と磯谷郡蘭越町とにまたがる標高1,116 mの活火山である。ニセコ連峰東山系に位置し、ニセコ積丹小樽海岸国定公園内に属する。

## 概要
山名はアイヌ語で「イワウ・ヌプリ（iwaw-nupuri）」で「硫黄（の）山」を意味する。ニセコ連峰の中で最も若い火山であり、江戸時代後半や20世紀初頭には山頂部で噴気活動があったことが記録されている。
山頂は東側に開いた火口の中に中央火口丘で、こちら側では噴気はほとんどない。一方、山頂の西側には350×250mの火口があり、さらにその火口の中心に直径約100mの火口が入れ子状に存在している。こちら側では山肌は硫黄の結晶や火山礫に覆われ、噴気活動を伴う温泉が噴出している。
また、イワオヌプリとニトヌプリの間に直径約900mのカルデラ状の窪地があり、その中心に小イワオヌプリ（1039m）がある。

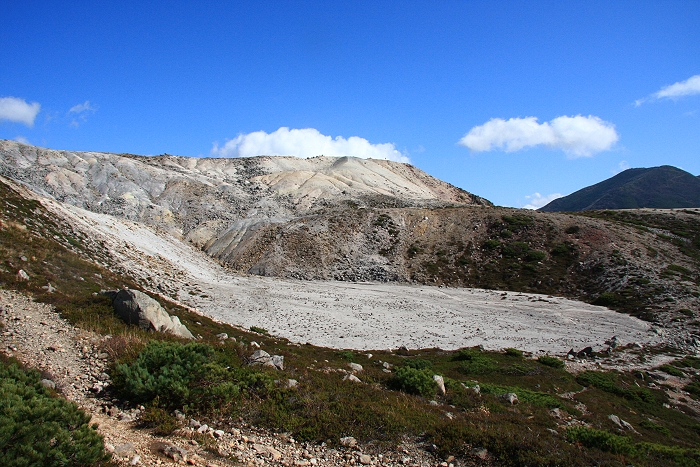
山頂西側火口

## 硫黄鉱山跡
イワオヌプリの北側の硫黄川沿いには硫黄採掘跡地が存在している。この硫黄鉱山は江戸時代後半から存在していたが、明治期以降マッチの原料として硫黄の需要が増大し本格化。1886年（明治19年）には三井財閥により北海道で初めて蒸気精錬が導入され生産を拡大した。最盛期の大正時代には200人ほどが生活していたが、1944年（昭和19年）に閉山し、現在は耐火レンガが散乱している。
2009年に経済産業省の「近代化産業遺産群」に選出された。

## 近隣の山
- ニセコアンヌプリ (1,308.2 m)
- ワイスホルン (1,045.8 m)
- 小イワオヌプリ (1,039 m)
- ニトヌプリ (1,080 m)
- チセヌプリ (1,134.2 m)